# Kaggeholms gård
Kaggeholms gård či Kaggeholms slott je panské sídlo/palác u jezera Mälaren v okrese Ekerö v kraji Stockholm ve Švédsku.

## Další informace
První písemná zmínka o místě pochází z roku 1287 jako o panstvív Helgö gård. Mezi nejznámější majitele panství patřil švédský politik a polní maršál Lars Kagg (1595-1661). Ve 20. letech 17. století byla zahájena stavba zámečku podle návrhu švédského barokního architekta, kterým byl Nicodemus Tessin den yngre (1654-1728). Dnešní podobu získala stavba v polovině 19. století a součástí je také zahrada. Do roku 2018 ji využívalo švédské letniční hnutí Filadelfiaförsamlingen také pro výuku na Kaggeholms folkhögskola (Kagelholmská lidová střední škola). V současnosti je Kaggeholm provozován jako konferenční centrum spravované švédskou developerskou společností Sisyfosgruppen. Místo byl dějištěm fiktivní internátní školy Hillerska ve švédském televizním seriálu Young Royals (Mladá modrá krev) z roku 2021 od společnosti Netflix.

## Galerie

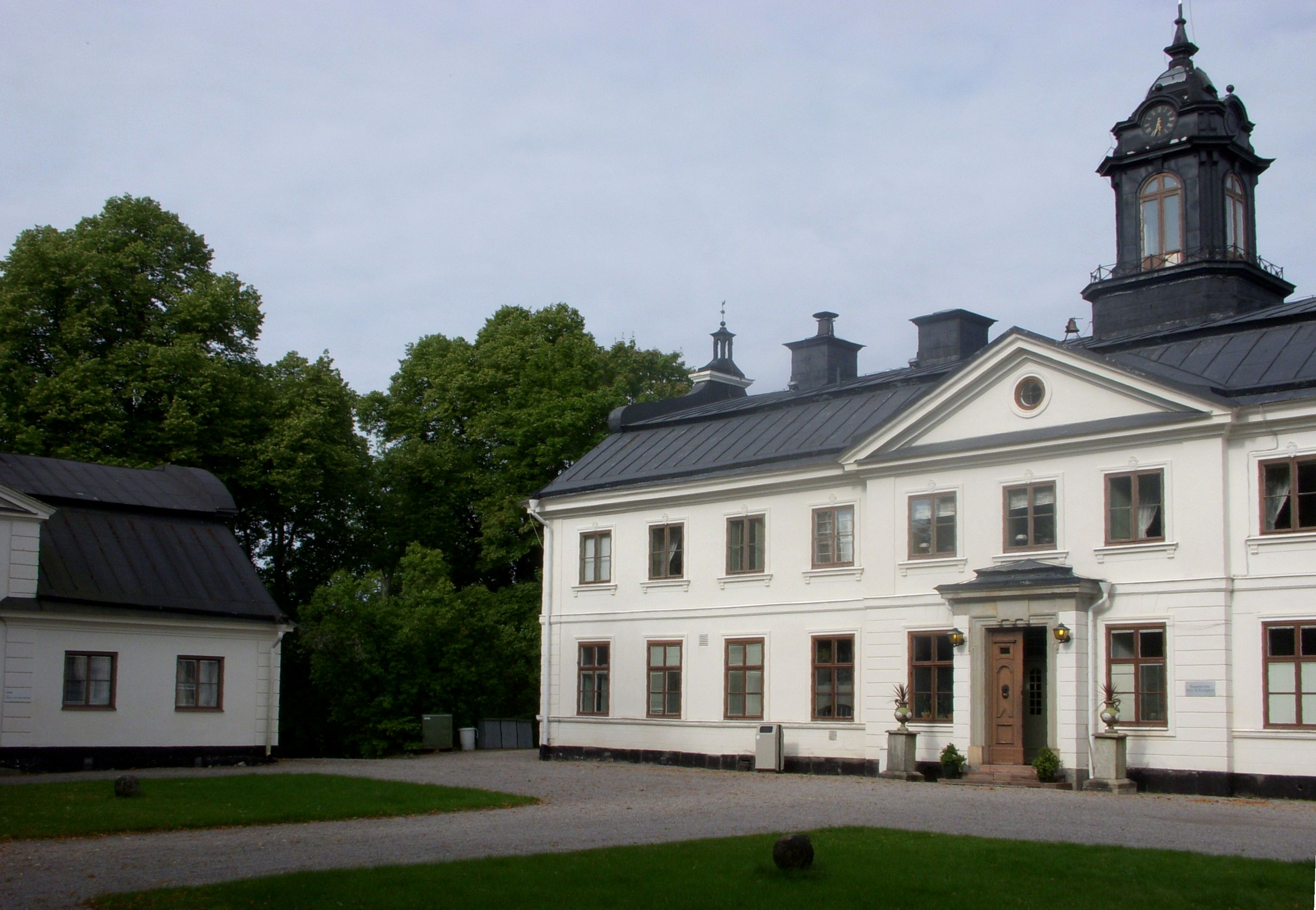
Budovy zámku
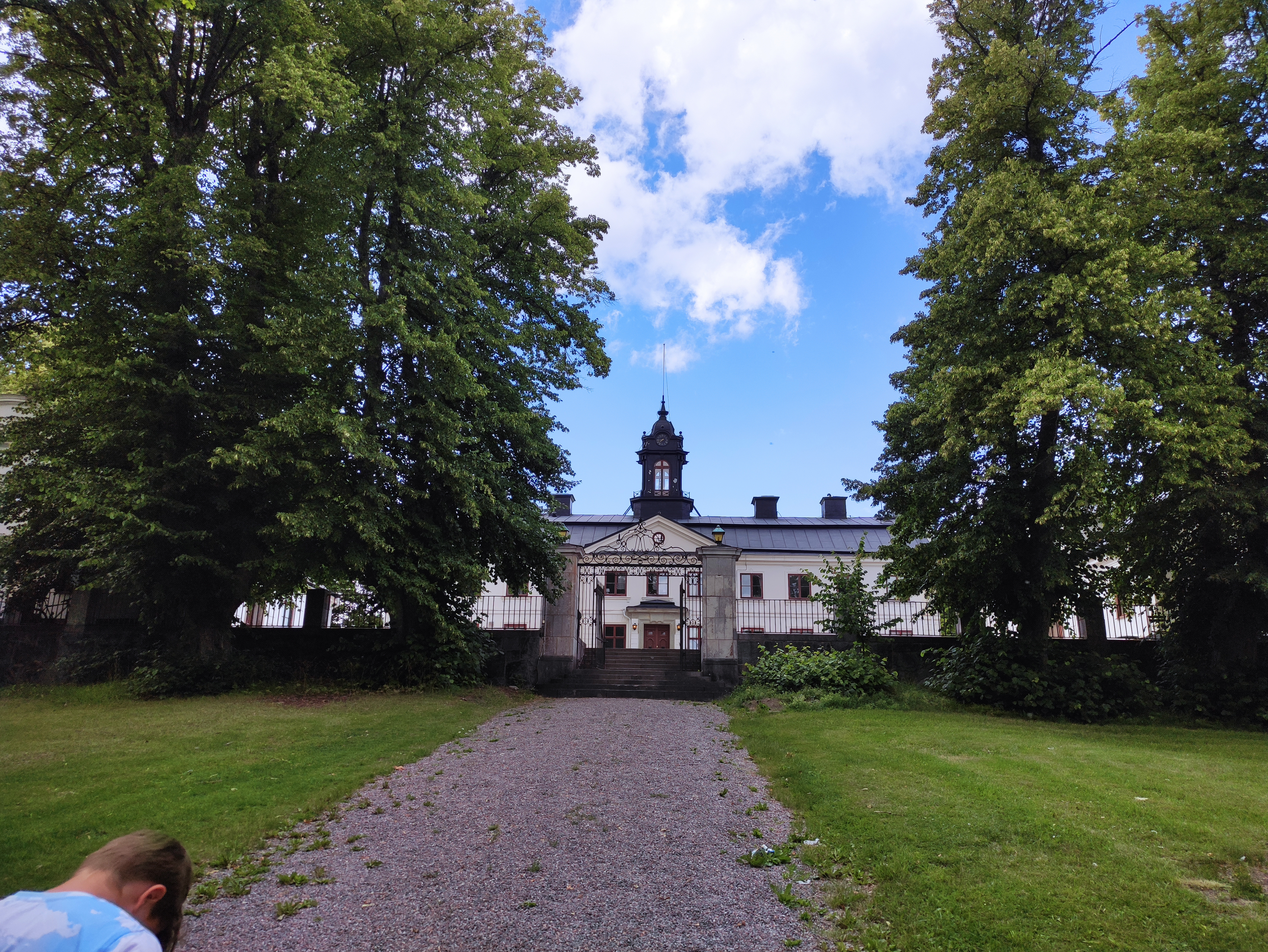
Příjezd k zámku
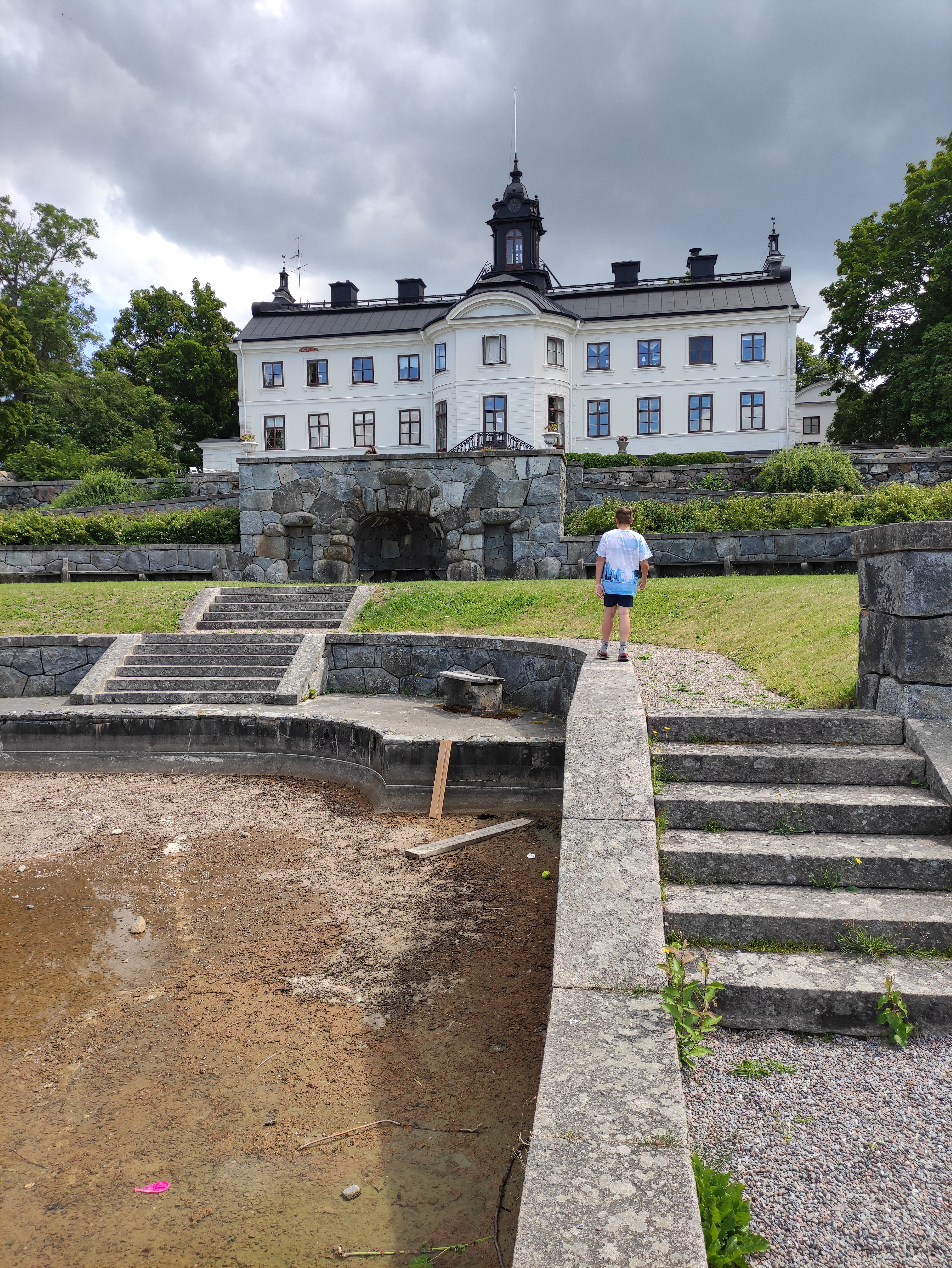
Zahrada a zámek